# Neodym(III)-sulfid
Neodym(III)-sulfid ist eine anorganische chemische Verbindung aus der Gruppe der Sulfide.

## Gewinnung und Darstellung
Neodym(III)-sulfid kann durch Reaktion von Neodym(III)-oxid mit Schwefelwasserstoff bei 1450 °C gewonnen werden.
{\displaystyle {\ce {Nd2O3 + 3 H2S -> Nd2S3 + 3 H2O}}}
Ebenfalls möglich ist die Darstellung durch Umsetzung von elementarem Neodym mit Schwefel in einem evakuierten Glasrohr, welches in einen 2-Zonen-Ofen eingebracht wird. Die Zonentemperaturen liegen bei 400 °C und 100 °C. Nachdem sämtlicher Schwefel abreagiert ist, wird die Ampulle bei 1000 °C getempert und man erhält die Verbindung in polykristalliner Form:
{\displaystyle {\ce {2 Nd + 3 S -> Nd2S3}}}
Stäbchenförmige Einkristalle mit bis zu 1 cm Länge lassen sich über eine Modifizierung der Synthese aus den Elementen erhalten. Hierzu wird neben Neodym und Schwefel elementares Iod in die zu evakuierende Ampulle gegeben. Im 2-Zonen-Ofen entsteht nun primär {\displaystyle {\ce {NdSI}}}. Wird die erhaltene Verbindung in der Ampulle auf 1100 bis 1200 °C erhitzt und hier für mindestens 20 Stunden gehalten, so zersetzt sich die Verbindung und es wachsen Neodym(III)-sulfid-Einkristalle in einer Schmelze aus Neodym(III)-iodid. Nach dem Öffnen der Ampulle können Anhaftungen des Iodids an den Einkristallen mit Wasser oder Wasser-Ethanol-Mischungen abgespült werden:
{\displaystyle {\ce {6 Nd + 6 S + 3 I2 -> 6 NdSI}}}
{\displaystyle {\ce {3 NdSI -> Nd2S3 + NdI3}}}

## Eigenschaften
Neodym(III)-sulfid ist ein (als γ-Modifikation) hellgrüner Feststoff. Die Verbindung kommt in drei Modifikationen vor. Die α-Form hat eine orthorhombische, die β-Form eine tetragonale und die γ-Form eine kubische Kristallstruktur.
Bei 1650 °C im Vakuum zersetzt sich die γ-Verbindung, wobei sich das Monosulfid bildet.

## Verwendung
Wie auch andere Seltenerd-Sulfide, findet Neodym(III)-sulfid Verwendung als anorganisches Hochleistungs-Pigment.